# اف‌ان اف۲۰۰۰
یک تفنگ تهاجمی طرح بولپاپ با کالیبر 45×5.56 ناتو طرح فابریک ناسیونال بلژیک است. رونمایی و تولید از مارس ۲۰۰۱ نمایشگاه محصولات دفاعی IDEX ابوظبی در امارات متحده عربی بوده است.

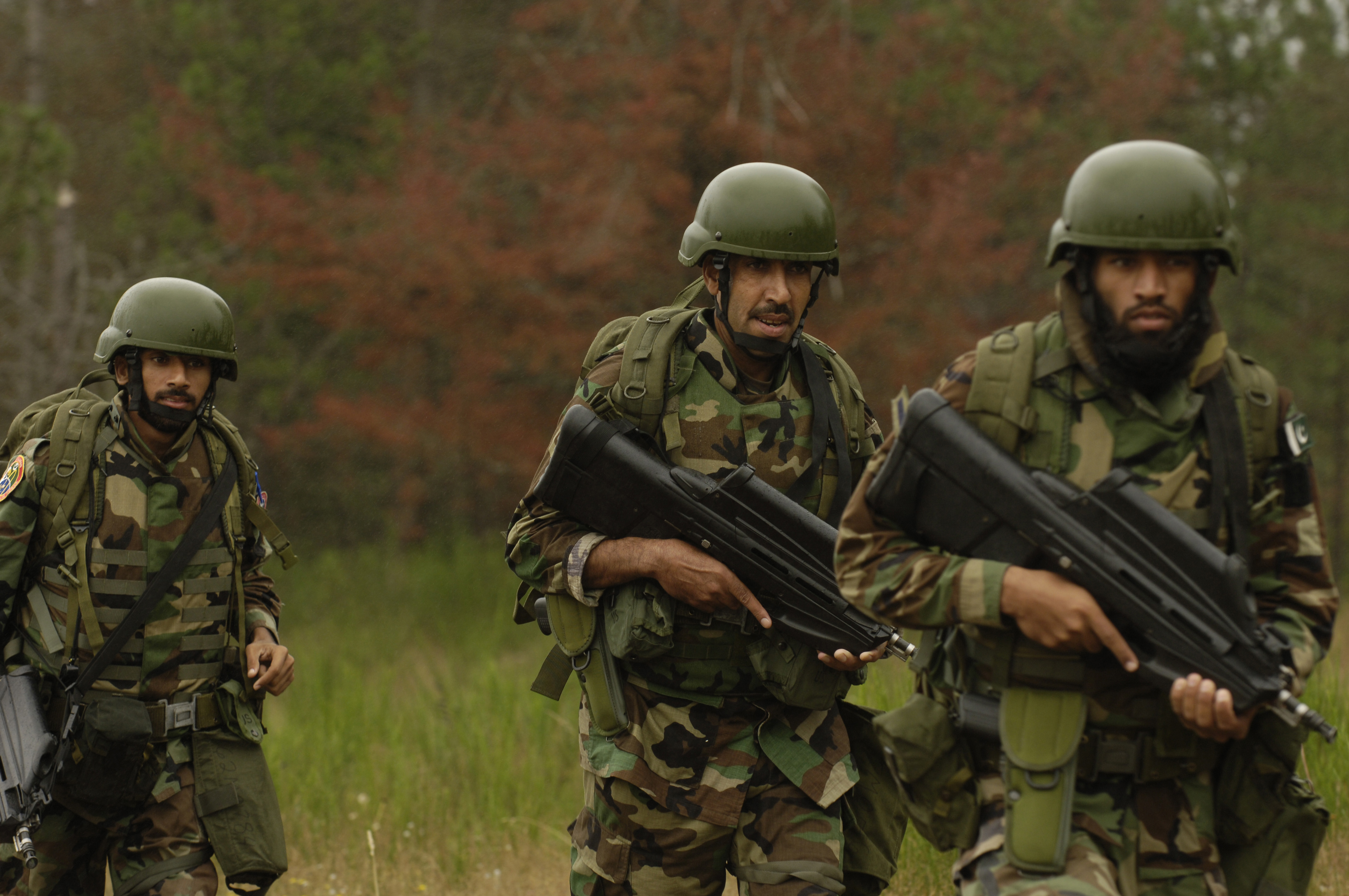
سربازان پاکستانی با تفنگ اف ان اف۲۰۰۰